# Кларксвилл (Виргиния)
Кларксвилл (англ. Clarksville) — город в округах Мекленберг и Галифакс в штате Виргиния США. По данным переписи 2020 года, численность населения составляла 1300 человека.

## Население
| 2010 | 2020  |
| ---- | ----- |
| 1139 | ↗1300 |